# Georges Seurat
Georges-Pierre Seurat (Párizs, 1859. december 2. – Párizs, 1891. március 29.) francia festő.
Legismertebb munkája, a Vasárnap délután Grande Jatte szigetén megváltoztatta a 19. századi modern művészet irányát, elindítva a neoimpresszionizmust.

## Élete
Párizsi polgári család gyermekeként látta meg a napvilágot, aprólékos pontosságra törekvő, igen zárkózott ifjúvá serdült. Képzése az École des Beaux-Arts-on főleg az Ingres-tanítványok hagyománytiszteletén alapult, de Seaurat sokkal inkább Eugene Delacroix festészete iránt érdeklődött. Életének utolsó éveiben egy barátnőjével élt együtt, akitől kisfia is született, de míg meg nem halt, addig sem édesanyja, sem barátai nem tudtak az ő kis családjáról, holott minden nap özvegy édesanyjánál ebédelt. Festészeti alkotói periódusa nem egészen tíz esztendeig (1882-1891) tartott, de ezen idő alatt új esztétikai szemléletet honosított meg, a pointillizmus. 31 éves korában tüdőbaj végzett vele, kicsiny fia is ebben a betegségben halt meg.

## Festői pályája
A festésben nem hagyatkozott iskolázottságára és intuícióira, hanem úgy állt hozzá, mint egy tudományos kérdéshez, mintha csak matematikai egyenletek megoldásával foglalkozna. Korának impresszionista festési módszereiből indult ki, tanulmányozta a tudományos színelméletet. A kromatizmus kérdéseit elméletileg is kutatta, minden e témába vágó művet elolvasott, kivált Chevreul és N. O. Rood fizikusok elméletét tanulmányozta a színek szimultán kontrasztjáról. A kompozícióteremtés titkai is izgatták, e témával kapcsolatban rendelkezésére állt Charles Blanc: A rajzművészetek nyelvtana c. munkája.
Seurat arra a következtetésre jutott, hogy festményeit mozaikszerűen, apró, szabályos, töretlen, keveretlen színfoltokból rakja össze, amely majd a néző szemében, egész pontosan a néző agyában fog összeállni kompozícióvá. Ez a festési technika neoimpresszionizmus, divizionizmus, pointillizmus néven vonult be a művészettörténetbe.
Seurat módszerének hátránya az volt, hogy a kép elveszti érthetőségét, mivel kerüli a kontúrokat, s a formákat sokszínű foltokká tördeli. A hátrányokat Seurat azzal ellensúlyozta, hogy a formákat még Paul Cezanne-nál is radikálisabban egyszerűsítette. Rengeteget kísérletezett, számos vázlatot, tanulmányt készített ugyanarról a témáról. Kísérleteit siker koronázta, érdekes, kifejező alkotásokat hozott létre a pontszerű festési móddal azáltal, hogy az egyiptomi művészetre emlékeztető hangsúlyt helyezett a függőleges és vízszintes vonalakra.
Az impresszionisták a vásznon egymás mellé húzott sűrű ecsetvonásokkal érték el a szín-fény effektusokat, ezt Seurat a festményt kellő távolságban szemlélő nézők recehártyáján végbemenő szintézissel helyettesítette.
Seurat divizionista esztétikai elméletét és festési módját követték a fiatal festők, Paul Signac, Henri-Edmond Cross, Albert Dubois-Pillet (1846-1890). 1884-ben megalapították a „Függetlenek társaságát” (Salon des Indépendants) miután a Salon visszautasította Seurat Fürdőzés c. képét. Seurat haláláig elnöke volt az egyesületnek, majd Paul Signac követte, Signac halála után Maximilien Luce elnökölt. Paul Signac révén Camille Pissarro-val is összeismerkedett Seurat.
Georges Seurat leglelkesebb művészetkritikusa Félix Fénéon volt, sokat tett a divizionista festészet meg- és elismertetése érdekében. Seurat halála után 9 évvel, 1900-ban retrospektív kiállítást rendezett műveiből a „Revue blanche” c. lap szerkesztői helyiségeiben, valamint Paul Signac és Maximilien Luce segítségével elkészítette Seurat életművének leltárát.

### Fürdőzés Asnières-ban
Ez a falkép hatású festmény a Szajna-part egy kis szakaszát ábrázolja, amint az ott tartózkodó emberek a kellemes délelőtti órákban fürdenek vagy nézelődnek. Még az impresszionista technika szerint, rövid, sűrű ecsetvonásokkal fest Seurat, de létrehoz egy egészen újszerű kromatikus árnyalást. Seurat mindig úgy dolgozott, hogy számtalan kisebb képet festett a szabad ég alatt, aztán műterme csendjében megfestette a végleges képet.

### Vasárnap délután Grande Jatte szigetén
Ehhez a képhez is számtalan vázlatot készített a természetben, Párizsban, a Bois de Boulogne azon részén, amelyet alkotása helyszínének választott. Színskálája megegyezik az impresszionistákéval, de az ecsetvonásokat ez alkalommal kör alakú foltokkal, pötyökkel helyettesítette. Ezzel a képpel vált Seurat a neoimpresszionisták vezetőjévé, egy eddig teljesen ismeretlen, pontokon (point) alapuló festésmód született, a pointillizmus. A képet az impresszionisták 8. tárlatán mutatták be, majd bemutatták New Yorkban és Brüsszelben. Lelkesedést és méltatlankodást egyaránt kiváltott. Éppen úgy, mint az impresszionisták képei, a nem kellő távolságból való szemlélődés zavart okoz a nézőben. A Vasárnap délután … c. képből bemutatunk három képet: egy tanulmányt, a kész képet, végül egy ideális múzeumi környezetet, ahol megfelelő távolságban van kiállítva a kép.

### Modellek
Seurat női aktról készült tanulmányai mutatják, hogy a pointillizmus nemcsak a tájábrázolással, hanem az alakok ábrázolásával is behatóan foglalkozott. Seruat műterme a három akt háttere, amelynek falán éppen a Vasárnap délután … egyik változata látható. A három akt három különböző helyzetben ugyanarról a modellről készült, s egyetlen képen szerepel.

### Kikötő
A Courbevoie-i híd és a Kikötő című a leglátványosabb példák arra, hogyan oldotta meg Seurat főleg a vízszintes és a függőleges vonalak segítségével a kompozícióteremtést.

### A cirkusz
Seurat Cirkusz c. két tanulmányképe a mozgás ábrázolását volt hivatott megoldani, sajnos ezen alkotás végső formája befejezetlen maradt a festő korai halála miatt. Itt látjuk teljes fegyverzetében a pointillista stílust, amely a tájat, az alakokat, a mozgást ábrázolja, miközben tudatosan geometriailag szerkeszti a kompozíciókat.

## Művei
- 1881 Mellvédnek támaszkodó férfi
- 1881 Az erdő Pontaubert-nél

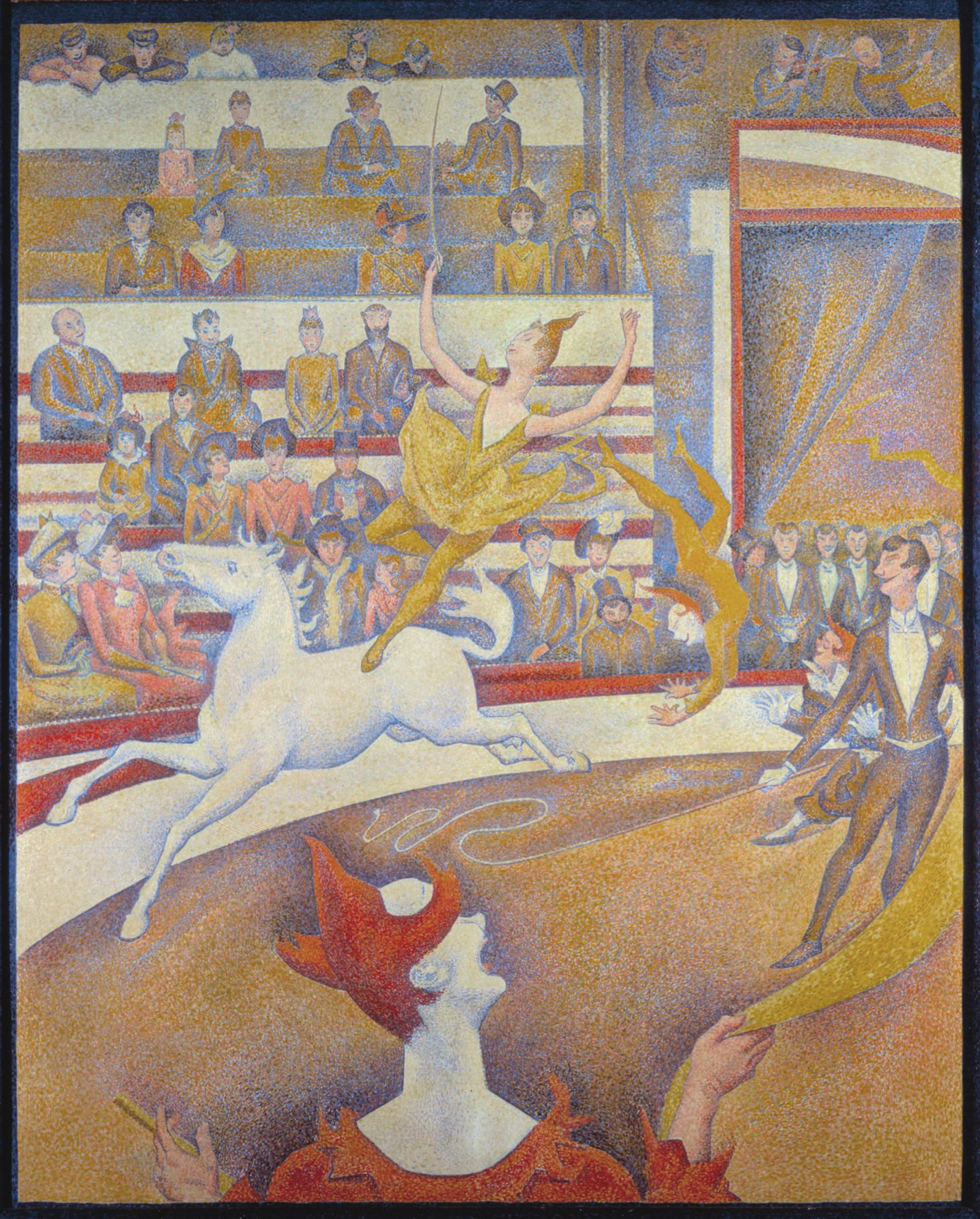
A cirkusz (1891)

- 1883 Aman-Jean festőművész portréja (The Metropolitan Museum, New York)
- 1883-84 Fürdőzők Asnières-nél (Une baignade à Asnières) (National Gallery London)
- 1884 Artista munkában (Gallatin Collection, Philadelphia Museum of Art)
- 1884-85 Vasárnap délután a Grande Jatte szigetén (Art Institute, Chicago)
- 1885 Grandcamp-i kikötő
- 1885 Lenyugvó nap (festette Grandcamp-ban)
- 1886-87 Courbevoie-i híd (olaj, vászon; 46,4 x 55,3 cm; Courtauld Institute Galleries, London)
- 1887 Modell szemből (olaj, vászon, 26 x 17,2 cm; Musée d’Orsay, Párizs)
- 1888 Modellek (Les Poseuses) (Barnes Foundation Merion, Pennsylvania)
- 1888 Kikötő (Port-en-Bassin) (olaj, vászon, 76 x 82 cm; Musée d’Orsay, Párizs)
- 1888 Parádé /avagy Cirkuszi előjáték (Parade de Cirque; Metropolitan Museum, New York)
- 1889 Púderező fiatal nő
- 1890 Kánkán (Chahut) (Moma Allbright Knox, Buffalo)
- 1890 Csatorna Petit Fort Philippe-nél
- 1890-91 A cirkusz (Musée d’Orsay, Párizs)

## Galéria

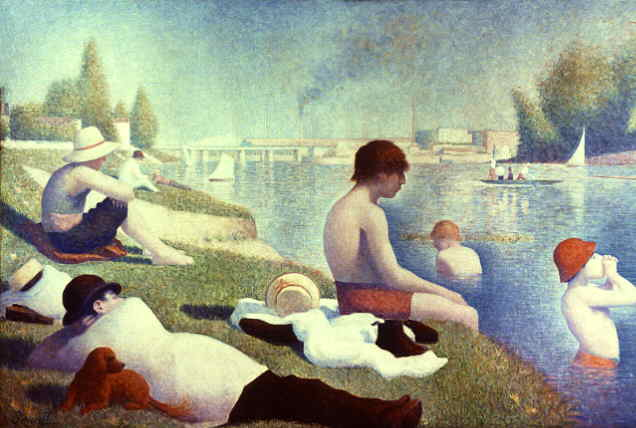
Fürdőzők Asnières-nél (1883-84), National Gallery, London
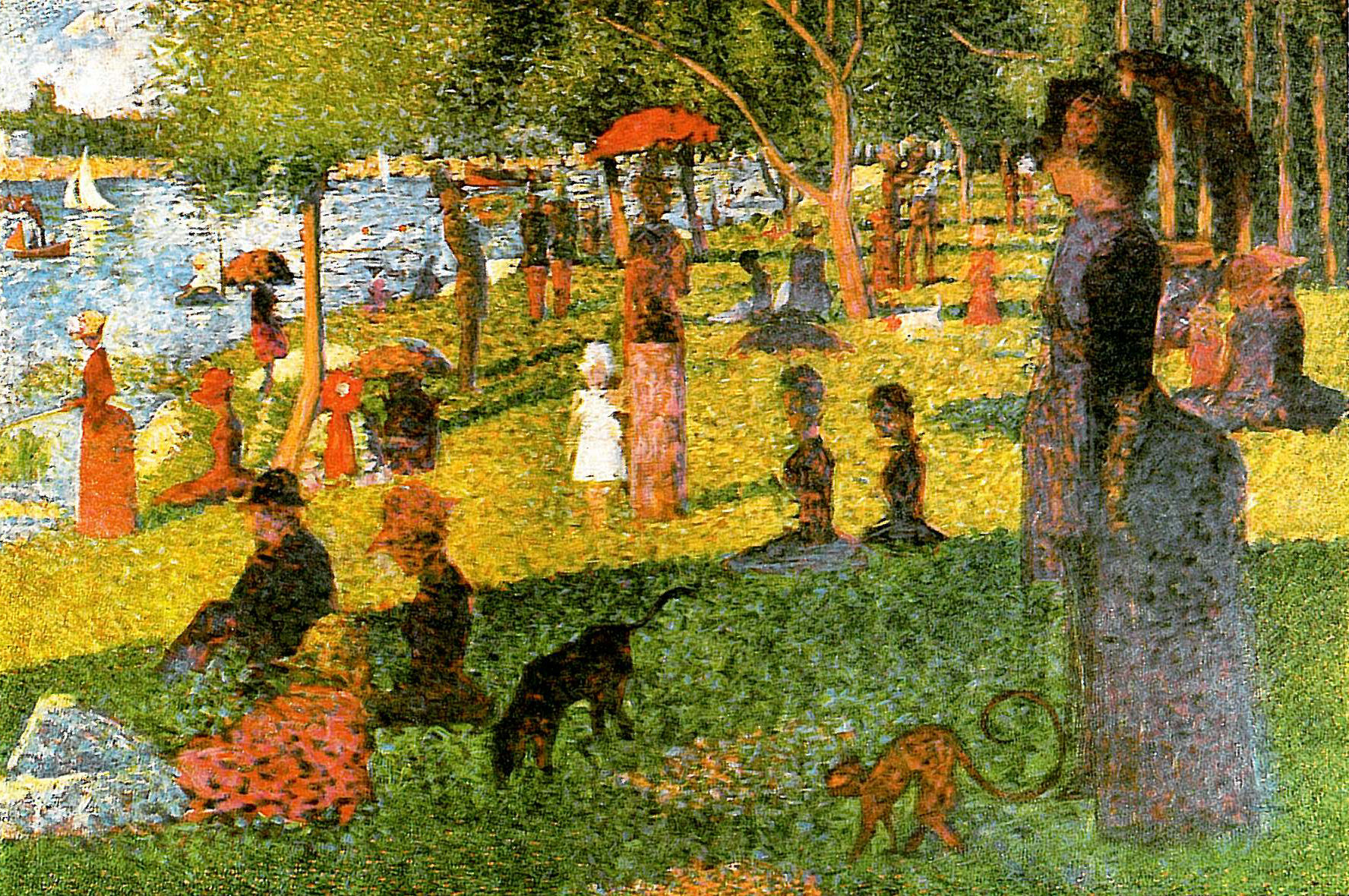
Vasárnap délután Grande Jatte szigetén (végső vázlat, 1884-85) Metropolitan Művészeti Múzeum, New York
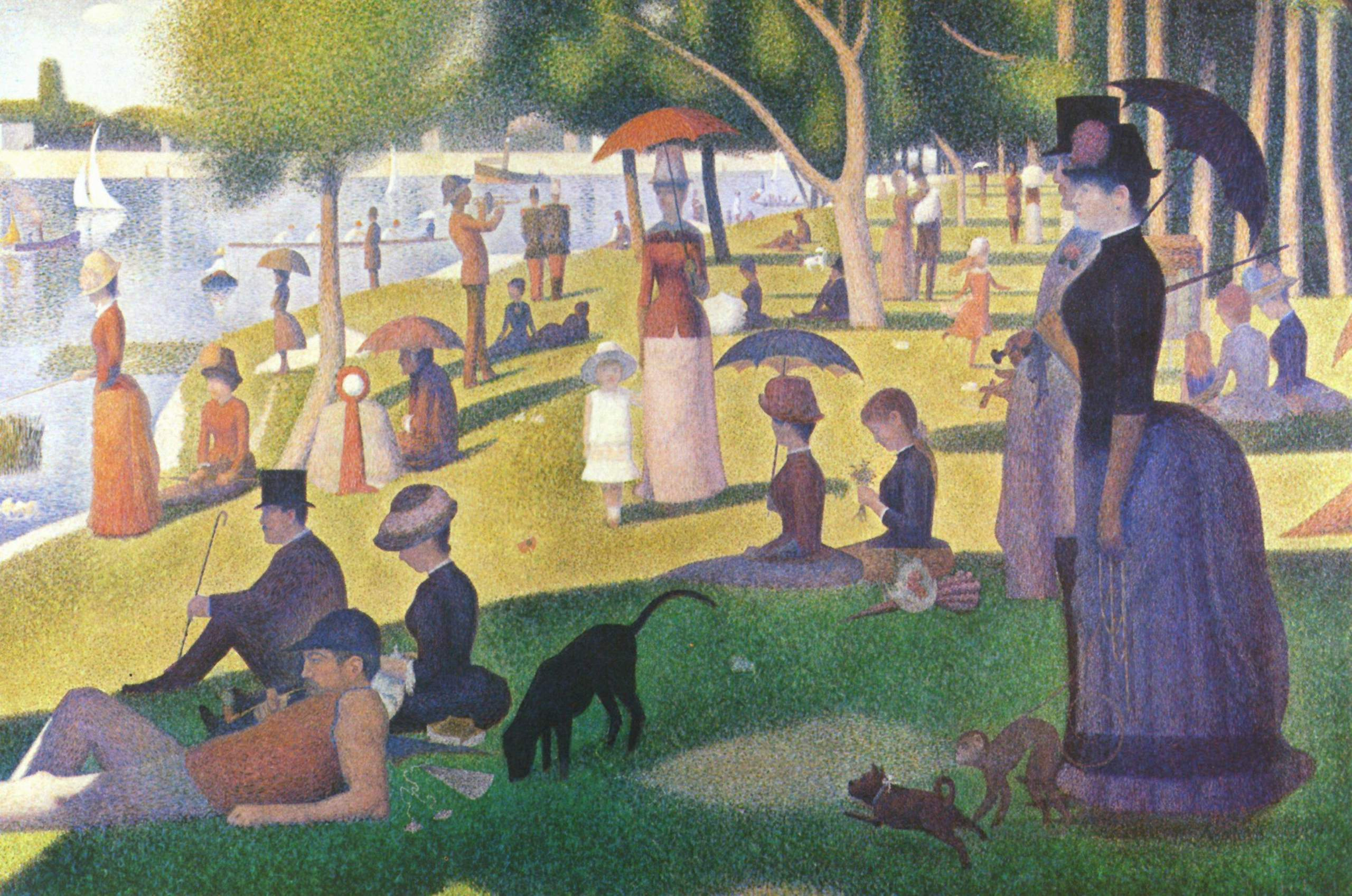
Vasárnap délután Grande Jatte szigetén (1884-86), Art Institute of Chicago, Chicago
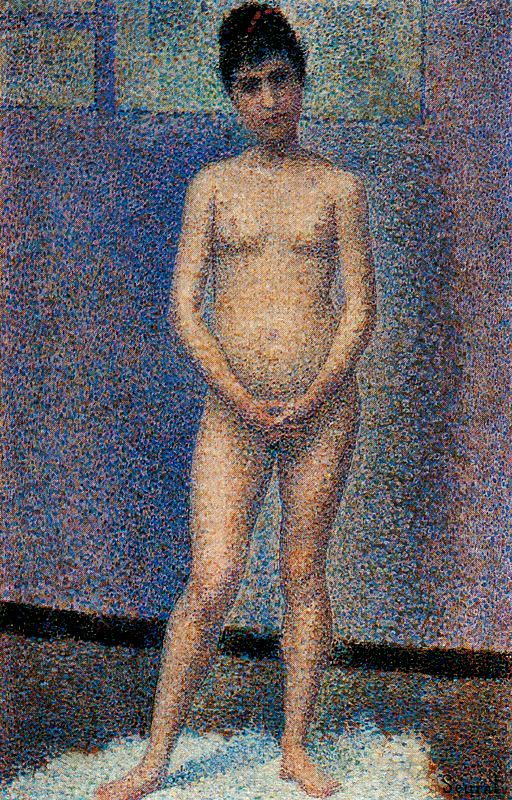
Modell szemből (1887), Musée d’Orsay, Párizs
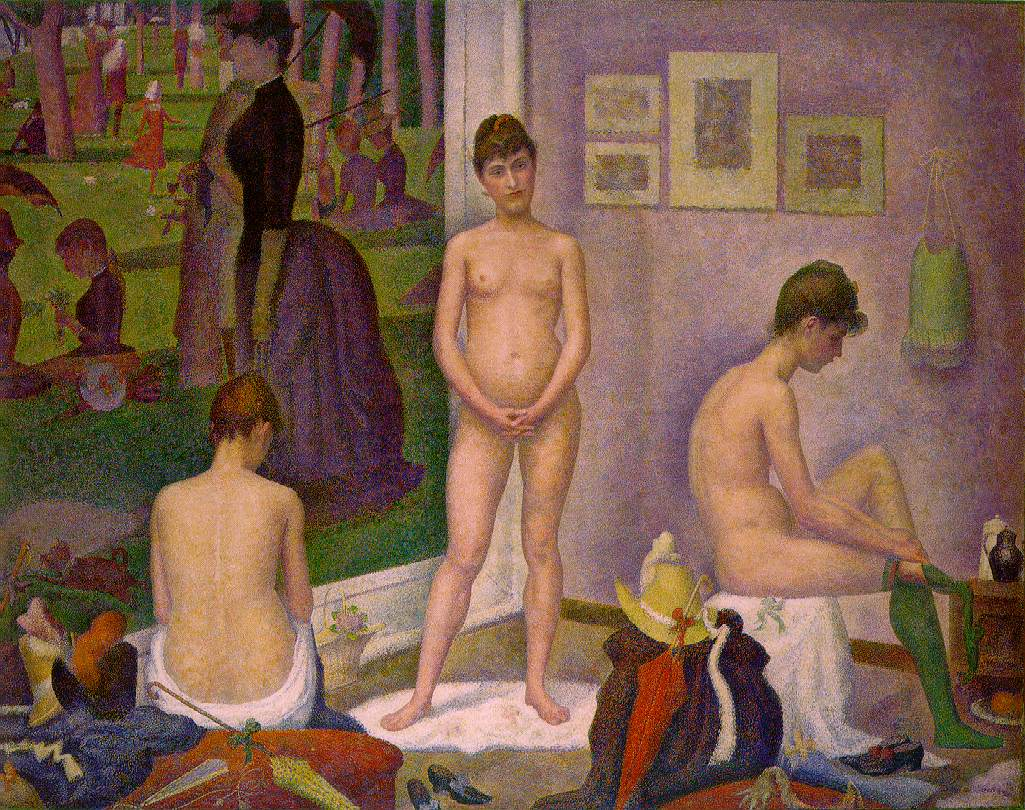
Modellek (1888), Barnes Foundation, Philadelphia
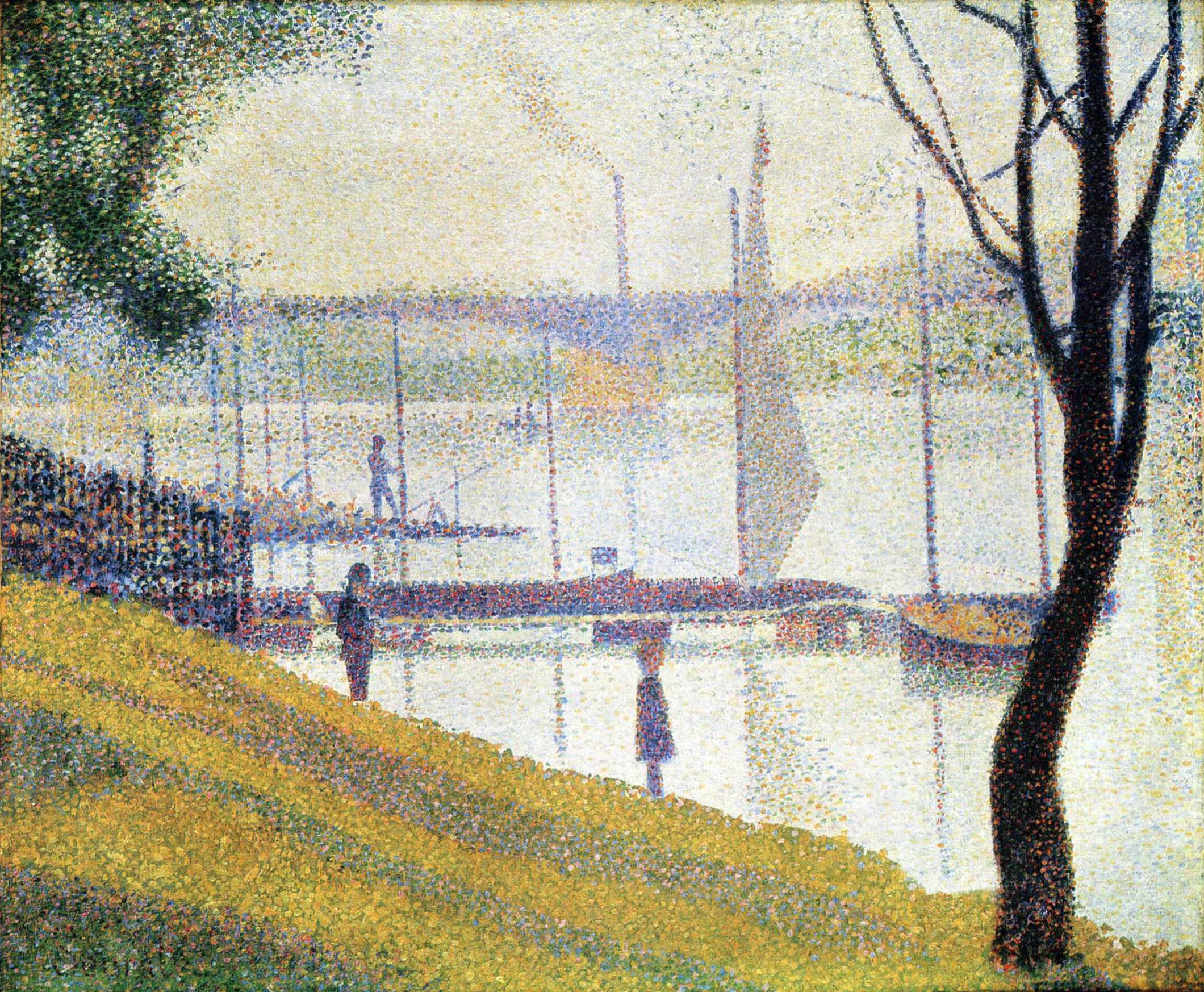
Courbevoie-i híd (1886-87), Courtauld Institute Galleries, London
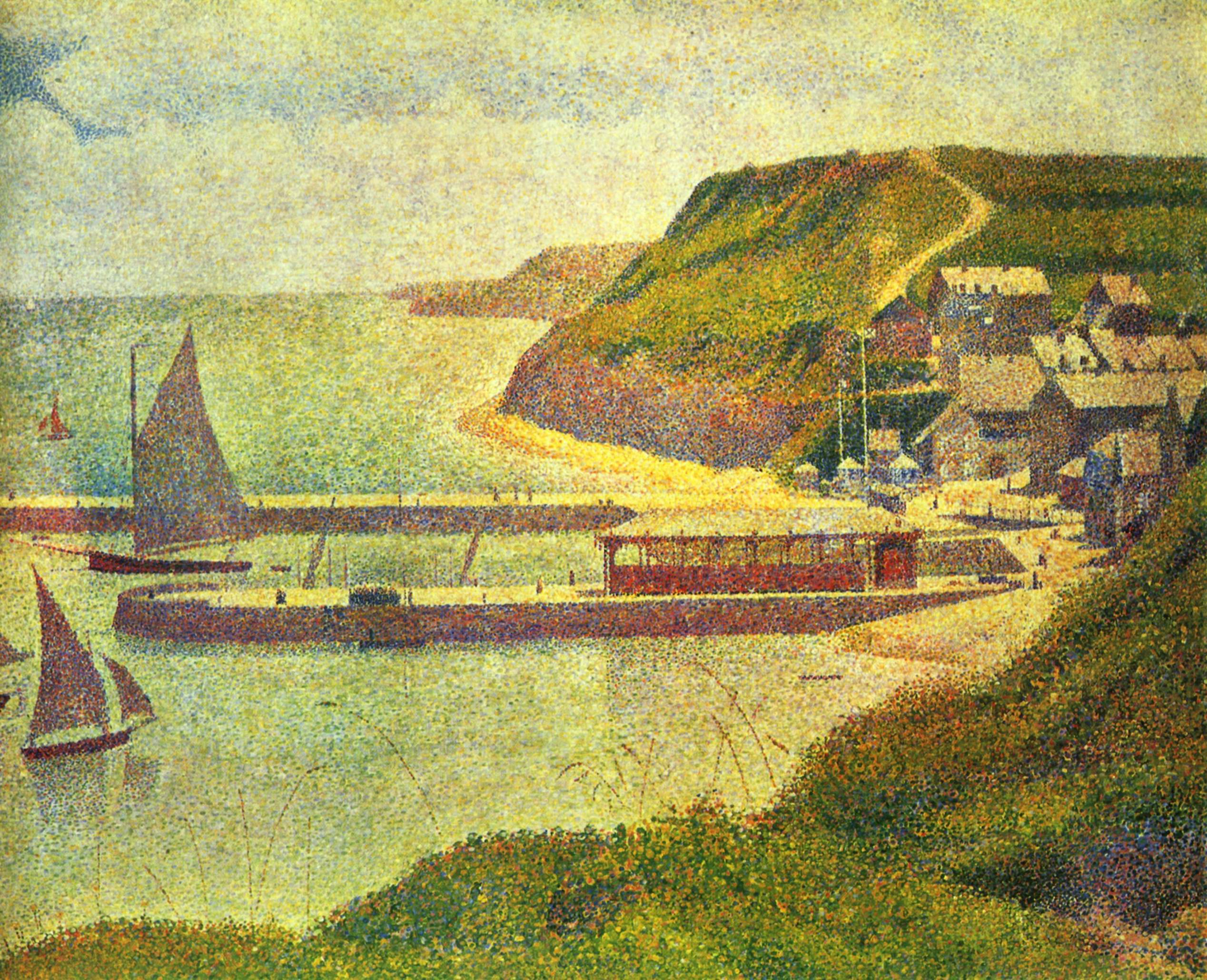
Kikötő (Port-en-Bassin) (1888), Musée d’Orsay, Párizs

## Kapcsolódó szócikk
- Pointillizmus
- Az Eiffel-torony (festmény)
- A kertész (Seurat-kép)
- Port-en-Bessin külső kikötője (Seurat-kép)
- Ville-d’Avray fehér házai